# Arachnis annamensis
Arachnis annamensis är en orkidéart som först beskrevs av Robert Allen Rolfe, och fick sitt nu gällande namn av Johannes Jacobus Smith. Arachnis annamensis ingår i släktet Arachnis och familjen orkidéer. Inga underarter finns listade i Catalogue of Life.

## Bildgalleri

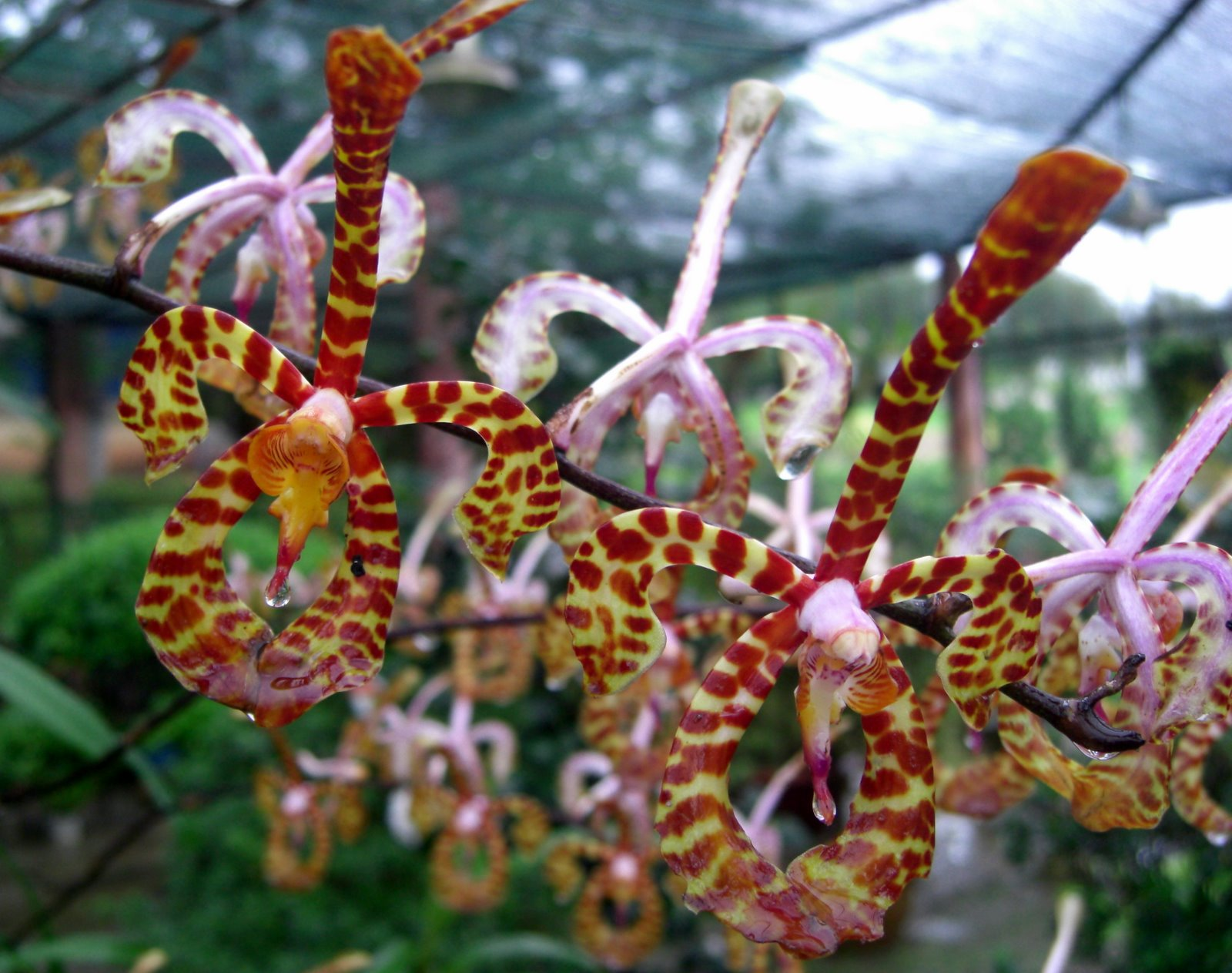